# Locomoción aérea

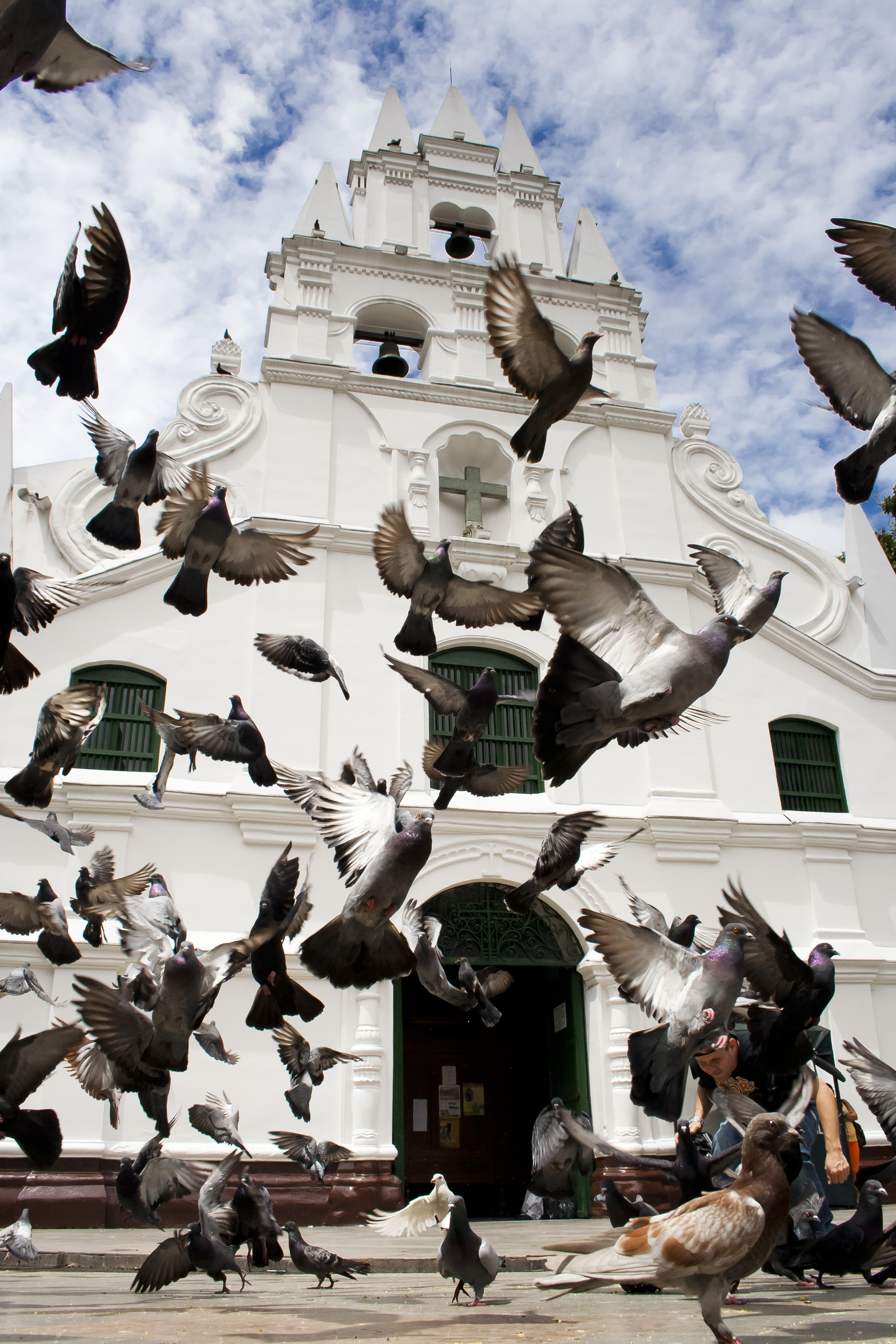
Esta fotografía corresponde a un monumento nacional de Colombia, se pueden apreciar varias aves alzando el vuelo.

La locomoción aérea es una capacidad poseída por varios animales. Ésta puede presentarse en forma de vuelo propulsado o de deslizamiento o "vuelo libre". Este rasgo ha aparecido muchas veces a través del proceso de evolución, sin que haya entre estas especies ningún ancestro en común. El vuelo ha evolucionado al menos cuatro veces, en animales separados. Estos son los insectos, los pterosaurios, los pájaros y los murciélagos. El vuelo sin motor o "vuelo libre" ha sido parte de la evolución animal en muchas más ocasiones que el motorizado. Por lo general, este desarrollo se da para ayudar a los animales de dosel arbóreo a pasar de un árbol a otro, aunque existen también otras posibilidades. Este último ha sido parte de la evolución de animales de la selva tropical, especialmente de Asia (más especialmente en Borneo), donde los árboles son altos y muy espaciados. Varias especies de animales acuáticos y algunos anfibios y reptiles también han desarrollado esta capacidad de vuelo deslizante, generalmente como un medio para evadir depredadores.